# Brothers of Metal
Brothers of Metal je švédská heavymetalová hudební skupina založená v roce 2012. Debutové album vydala v roce 2017 pod názvem Prophecy of Ragnarök. Skupina je tvořena celkem osmi hudebníky, z toho třemi vokalisty; dvěma zpěváky a jednou zpěvačkou. Texty se zabývají tematikou Vikingů, do jejichž podoby se členové skupiny také stylizují.

## Sestava
- Mats Nilsson – mužský zpěv
- Ylva Eriksson – ženský zpěv
- Joakim Lindbäck Eriksson – mužský zpěv
- Emil Wärmedal – basová kytara
- Mikael Fehrm – kytara
- Pähr Nilsson – kytara
- Dawid Grahn – kytara
- Johan Johansson – bicí

## Diskografie

### Alba
- 2017 – Prophecy of Ragnarök
- 2020 – Emblas Saga
- 2024 – Fimbulvinter

### Singly
- 2018 – Prophecy of Ragnarök
- 2018 – Yggdrasil
- 2018 – Fire, Blood and Steel
- 2019 – The Mead Song
- 2019 – Njord
- 2019 – One
- 2020 – Hel
- 2021 – Chain Breaker
- 2022 – The Other Son of Odin